# عالمكير خان
عالمكير خان (بالإنجليزية: Alamgir Khan)‏ هو لاعب كرة قدم باكستاني في مركز الدفاع، ولد في 1991 في بيشاور في باكستان. شارك مع منتخب باكستان لكرة القدم. أما مع النوادي، فقد لعب مع Pakistan International Airlines FC ‏.

## وصلات خارجية
- عالمكير خان على موقع ناشيونال فوتبول تيمز (الإنجليزية)
- عالمكير خان على موقع GSA (الإنجليزية)